# آلة زراعية

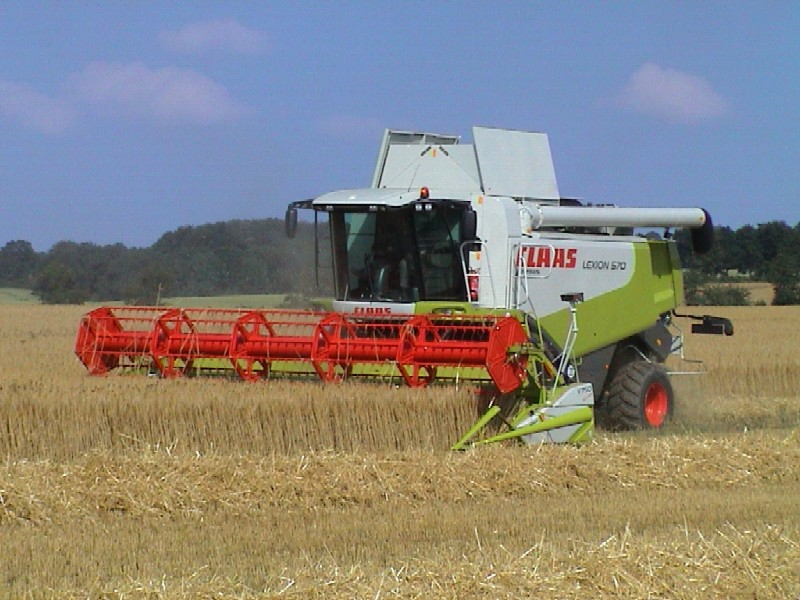
الحصادة الدّراسة الألمانية من شركة Claas

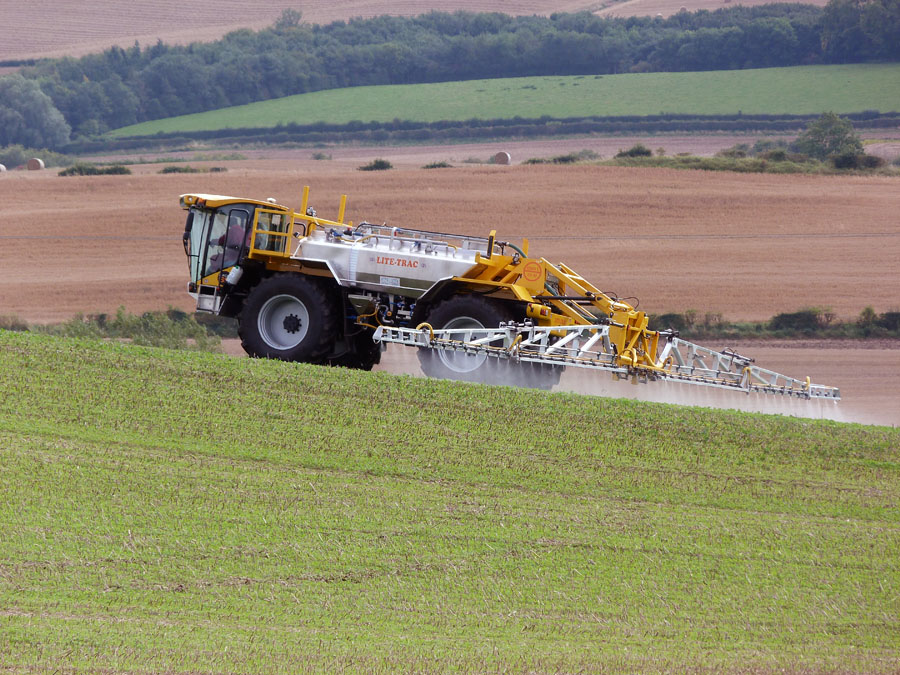
مرشة بريطانية للمحاصيل من شركة Lite-Trac

الآلات الزراعية هي الآلات التي تستعمل في أرض زراعية أو مزرعة لتسريع العمل وتحسين الإنتاج وتوفير الجهد والوقت.

## التاريخ

### الثورة الصناعية
بدلًا من حصاد الحبوب يدويًا بشفرة حادة، استخدمت الآلات ذات العجلات لقطع رقعة متواصلة. وبدلًا من درس الحبوب بضربها بالعصي، فصلت آلات الدرس البذور عن الرؤوس والسيقان. ظهرت الجرارات الأولى في أواخر القرن التاسع عشر.

## أنواع
الحصادة الدارسة قد أخذت بعض العمل الحصادي من الجرارات، لكن الجرارات ماتزال تفعل السواد الأعظم من العمل في أي مزرعة متمدنة. وهناك الآلات التي تحرث الأرض، تنثر البذور، وتنفذ العمليات الأخرى.
أكثر نوع شائع من البذارات هو الذي ينشر البذور في صفوف طويلة وتكون عادة بمسافة قدمين أوثلاثة. بعض المحاصيل تزرع بواسطة مثقاب والذي يضع بذور أكثر في صفوف أقل وعلى مسافة قدم.
بعد زرع البذار، تقوم الالات الأخرى بحراثة الأرض لازالة الأعشاب الضارة بين الصفوف، أو لنشر السماد أوالمبيدات الحشرية.
حزامات القش تستخدم لربط الحزم الخضراء إلى شكل قابل للتخزين من أجل أشهر الشتاء.
الري الحديث يعتمد على الآلات، المحركات، المضخات والمعدات المتخصصة الأخرى التي توفر الماء بسرعة وبكميات كبيرة لمساحات واسعة من الأرض، وليس الماء هو الوحيد فهذه الالات تستخدم لايصال السماد والمبيدات.
بجانب الجرارات، المركبات الأخرى تكيفت من أجل العمليات الزراعية مثل الشاحنات، الطائرات والمروحيات لنقل المحاصيل ولادارة جوية في كافة العمليات الزراعية.

## تقنيات جديدة والمستقبل
أساس التقنية للآلات الزراعية تغير في القرن الماضي من خلال الحاصدات الحديثة والباذرات التي سرعت العمل وحسنت الإنتاج والتقنية غيرت طريق تعامل الإنسان مع الآلات، مثل الحاسوب أجهزة المراقبة، أدوات تحديد المواقع (gps)وبرامج التحكم الذاتية التي تجعل لمعظم الجرارات الحديثة والآلات الأخرى دقيقة وأقل اهداراً بالوقود، البذار، السماد.وفي المستقبل القريب سيكون هناك جرارات بدون سائق تستخدم في عمليات الزراعية الكبيرة، والجرار يستخدم خرائط تحديد المواقع (gps)وحساسات الالكترونية.